# Історична демографія
Історична демографія (демографія дослівно означає «опис населення» або «народоопис») — спеціальна історична дисципліна, що вивчає закономірності й характер складу та розвитку народонаселення на різних етапах існування людського суспільства.

## Поняття та предмет
Термін «демографія» уперше застосував у 1855 році французький природознавець і математик А. Гійар. У наш час він має кілька значень. Частина науковців уважає демографію точною дисципліною, яка вивчає народонаселення шляхом статистичних підрахунків, інші — описовою дисципліною, головним завданням якої є вивчення фізичного, політичного, економічного і культурного стану людства. Зокрема, у Франції предметом вивчення демографії як одного з розділів статистики є склад населення та його рух — як біологічний, так і механічний, тобто переселення з одних регіонів в інші.
Суть історичної демографії полягає у тому, що всі демографічні процеси, і сучасні зокрема, вивчаються в контексті історичних подій і відбивають їхні наслідки — міграційні процеси, війни, потребу в робочій силі, переселення людей на нові землі тощо. До сфер її дослідження належать питання відтворення населення в цілому (народжуваність, тривалість життя, смертність), його територіальне розташування; міграції, зміни чисельності, динаміки зростання чи спаду; професійна, соціальна, шлюбна та інші структури, тобто економічні, політичні та культурно-побутові явища в демографічній області життя суспільства.
Отже, дана наука вивчає й аналізує демографічні ситуації, що мали місце в минулому, прогнозує майбутню чисельність і склад населення, а також розробляє методи щодо контролю та керування демографічними процесами. Ці дослідження здійснюються на межі історії і статистичної демографії, а також етнології, економіки, соціології та антропології з використанням методів дослідження усіх цих дисциплін.
Предметом дослідження історичної демографії є вивчення різних аспектів історії розвитку народонаселення, з числа яких назвемо:
- періодизація зростання або спаду чисельності населення;
- склад населення (статево-вікове співвідношення, шлюбно-сімейні структури, основні заняття, фізичні параметри, соціальна структура суспільства);
- три види руху населення: природний (зміна поколінь як наслідок природного процесу народжень і смертей), механічний (міграційний) та соціальний;
- розвиток виробничих сил, чисельність і рухливість населення у різних соціально-економічних формаціях;
- становий і професійний склад населення певної країни чи регіону у часовому зрізі, джерела і форми його поповнення та відтворення;
- залюднення певної місцевості, динаміка зростання і структура населення окремих регіонів.

Ця дисципліна не лише доповнює загальноісторичні праці різноманітними демографічними відомостями, а й самостійно вивчає зв'язки демографічної сфери життя суспільства і впливу на неї соціально-економічних, культурних, етичних та інших відносин, що змінюються в часі.

## Зародження історичної демографії як науки
Основним джерелом історичної демографії є переписи населення, які проводилися в різні історичні періоди. Незважаючи на окремі недоліки процедури здійснення їх у XVI—XX ст., вони є важливими статистичними джерелами, інформаційний потенціал яких може бути використаний при дослідженні питань теорії і практики історичної демографії від середньовіччя і до нового часу.
Спроби визначення чисельності населення робилися вже у стародавні часи, проте методи тогочасних «демографічних досліджень» були дуже примітивними і недосконалими. Так, грецький історик Геродот розповів, яким чином у V ст. до н. е. скіфський цар Аріант намагався з'ясувати кількість своїх підданих. Для цього він наказав кожному чоловікові принести по бронзовому вістрю стріли, що їх переплавили і відлили з одержаного металу казан із стінками завтовшки в шість пальців і місткістю в 600 амфор. Сучасні науковці, які спробували на підставі цього напівлегендарного повідомлення вирахувати реальну кількість населення Скіфії, одержали фантастичні цифри — від 6 до 13 млн чоловік!

## Розвиток історичної демографії на території України
Найбільш ранніми статистичними джерелами історичної демографії є інвентарні описи («люстрації») українських міст (Києва, Канева, Черкас тощо) та урядові «податкові тарифи» XVI — першої половини XVII ст., складені з метою визначення чисельності оподаткованого населення. Подібні облікові доку-менти продовжували складати і у другій половині XVII—XVIII ст. Так, тільки для Києва на сьогодні відомі п'ять «розписних списків»: 1661, 1677, 1682, 1695 та 1700 рр., в яких, зокрема, наводяться відомості про чисельність надісланого з Москви гарнізону Київської фортеці.
У 1765—1769 рр. за наказом П. Рум'янцева-Задунайського, який при вступі на посаду керівника Малоросійської Колегії захотів мати якомога більше інформації про населення України, було проведено «Генеральний опис малоросійських полків» — перепис населення Гетьманщини з метою запровадження державного оподаткування. Проте сюди було включене тільки населення українського Лівобережжя та місто Київ, південні ж і західні регіони до «рум'янцевського перепису» не потрапили.
Починаючи від 1781 р. в Україні були проведені сім «ревізій» для сплати «подушного» податку. Однак вони не враховували ті групи населення, які звільнялися від оподаткування: жінок, духовенство, студентів, військовослужбовців, іноземців, приватновласницьких селян, учнів майстрів-ремісників та ін. Тому подібні статистичні документи не виявляли повної і об'єктивної «демографічної картини». Для вивчення демографічних процесів в українському суспільстві ХУЛІ—XIX ст. важливе значення мають поіменні списки власників садиб в українських містах, «сповідальні розписи» міських і сільських парафіяльних церков (в яких зазначені прізвище і вік кожного з парафіян, склад його родини тощо), «ревізькі казки», в яких зазначалося населення, що сплачувало державні податки або звільнялося від них: цехові ремісники, козацтво, духовенство, купці, міщани, селяни, іноземці та ін.
Першими відомими переписами на території України (які здійснювалися з метою зясування чисельності населення, котре мало сплачувати державні податки) стали «Люстрації» («Ревізії») українських міст і ста-росте (територіально-адміністративних одиниць), проведені польським урядом у другій половині XVI ст. Надалі такі «ревізії» регулярно проводилися на Правобережжі, а на Лівобережжі і в Києві переписи організовував російський уряд.
У XIX ст. відбувалися місцеві переписи населення, переважно у великих містах. Спочатку цим займалися статистичні комітети, а з 80-х років — статистичні відділення органів місцевого самоврядування. Так, одноденний перепис Києва, проведений 2 березня 1874 р., було здійснено Південно-Західним відділом Російського географічного товариства під керівництвом М. Зібера. Всього за період 1862—1917 рр. відомі 200 переписів населення міст Російської імперії. Перший загальний перепис, організований за проектом П. Семенова (з 1906 р. — Семенов-Тян-Шанський), пройшов у 1897 р.
Необхідність дослідження історичних передумов демографічних змін, що відбулися в Україні, наукового аналізу досвіду вивчення процесу обліку народонаселення спричинили виокремленняісторичної демографії із традиційної загальної комплексної демографічної науки.
Термін «історична демографія» почав використовуватися в наукових публікаціях з кінця XIX ст., однак поширення набув у 1920-ті роки. Біля витоків вітчизняної етнічної демографії стояв академік М. Птуха, який вивчав особливості смертності народів Європейської Росії за матеріалами перепису населення 1897 р.
Одним із перших українських демографів-істориків був В. Кубійович — автор низки праць з антропогеографії Карпат і Галичини, статистичних оглядів, створених у 1920—1950-х роках. У подальшому історико-демографічні проблеми в Україні вивчали В. Наулко, О. Компан, С. Кульчицький, А. Перковський, В. Пірко, І. Ворончук. Найбільших успіхів історична демографія як «молода» дисципліна досягла в останні десятиліття. Сьогодні найбільші організації демографів-істориків за кордоном існують у Франції, Англії, СІЛА, Італії. На теренах колишнього Радянського Союзу престиж І. д. було піднесено у 1970-х роках: тоді у 1974, 1977, 1979, 1983 та 1985 рр. у Талліїгі, Ризі, Омську, Кишиневі та Львові були проведені п'ять науково-практичних семінарів із цієї дисципліни. Нині у системі Національної Академії наук України існує Інститут демографії і соціальних досліджень. Питаннями історичної демографії займається також Інститут історії України НАНУ; в Інституті археології НАНУ вивчаються питання палеодемографії. На сучасному етапі історична демографія кладе наголос не на розробку нових статистичних дослідницьких процедур, а на пристосування традиційних методик демографічної статистики до аналізу емпіричних матеріалів, нагромаджених у межах історичної науки. Одним з таких нових напрямів дослідження є щойно згадана палеодемографія — дисципліна, що існує на межі археології, антропології та демографії. Вона вивчає рівень смертності та тривалості життя людей за матеріалами антропологічних й археологічних знахідок з метою отримання інформації про характер процесів відтворення населення на ранніх (дописемних) етапах суспільного розвитку. Історична демографія України продовжує свій розвиток і зосереджується переважно на динаміці чисельності населення та інших демографічних та етномовних характеристик територій, які увійшли до складу України, а також фактори впливу на демографічні процеси.

### Етнічна демографія
У тісному зв'язку з історичною демографією перебуває етнічна демографія, яка сформувалася на початку XX ст. на межі етнографії і демографії. Розвиток і укріплення зв'язків між цими двома дисциплінами зумовлюють об'єктивні потреби їхнього роз-витку. Найвідоміші українські спеціалісти у галузі етнічної Д. (В. Козлов, С. Брук, В. Кабузан, І. Прибиткова, О. Чирков та ін.) залучають до своїх досліджень і матеріали інших наук, зокрема етнічної екології, етногеографії, етнопсихології, медицини тощо.
З етнографією етнічну демографію пов'язує вивчення динаміки етнічних спільнот, з «класичною» демографією — аналіз етнічних аспектів відтворення населення та впливу на цей процес окремих етнічних чинників. При дослідженні рівня смертності головна увага приділяється культурно-побутовим умовам, пов'язаним з етнічною належністю. За спостереженнями В. Козлова, особливого «етнічного чинника» смертності не виявлено. Етнічна належність безпосередньо не впливає на рівень смертності, за винятком лише деяких видів насильницьких смертей, спричинених міжетнічними конфліктами і геноцидом. Таким чином, вплив етнічних факторів на рівень смертності (у порівнянні із впливом на народжуваність) поступається соціально-економічним факторам. Етнічні аспекти захворюваності і смертності пов'язані з генетично закріпленими спадковими хворобами і з природними умовами етнічних територій.
Завданням етнічної демографії є дослідження етнічних спільнот (етносів, етнічних та етнографічних, расових, релігійних та інших груп), їхніх особливостей, етнічного складу і чисельності етнічних спільнот тієї чи іншої країни чи регіону, вивчення динаміки етнічного складу поліетнічних націй у процесі їхнього історичного розвитку. Значне місце посідає аналіз основних демографічних показників (народжуваності, смертності, шлюбності) і демографічних процесів у їхньому етнічному аспекті, а також їх зв'язок з традиційними особливостями культури і побуту та іншими етнічними чинниками.
Етнічна демографія вивчає індивідуальні засади і суспільні традиції, що виник-ли в процесі історичного розвитку певних народів, а також пов'язані з настановами різних релігійних систем, які укорінилися в побуті. Наприклад, «демографічна поведінка» різних етносів в області народжуваності і шлюбності детермінується традиціями і звичаями населення. Це — статеві табу, звичаї (чи їх відсутність) дошлюбних зв'язків, ставлення суспільства до позашлюбних дітей, до безшлюбності, бездітності і малодітності, традиційний шлюбний вік чоловіків і жінок, умови укладення шлюбу і його основні форми, типи сімейної організації, становище жінки в сім'ї і суспільстві та ін.
В Україні одним з осередків вивчення етнічної демографії та етнічної історії окремих народів є відділ української етнології Науково-дослідного інституту українознавства, створеного при КНУ ім. Т. Шевченка.
Джерелами дослідження питань історичної етнографії є писемні пам'ятки (записки античних та середньовічних мандрівників, спостереження науковців XVII—XIX ст. тощо), матеріали польових етнографічних експедицій, результати археологічних досліджень (останні застосовуються при вивченні історії стародавніх етносів).
У сучасних умовах особливої ваги набуває також вивчення етнічних аспектів масових міграцій населення (зокрема кримських татар), якими супроводжується посттоталітарний розвиток країн колишнього СРСР. Значну увагу українські історики приділяють і дослідженню зменшення чисельності населення України внаслідок політичних подій 1930-х років (примусова колективізація, репресії, голодомор 1933 р.).

## Сучасна історична демографія
Сьогодні історична демографія має свою джерельну базу та історіографію. Результати комплексного опрацювання джерел відкривають нові перспективи у розвитку як безпосередньо історії демографії, так і багатьох інших спеціальних історичних дисциплін.
Найпроблематичнішим зараз є відтворення історичної долі людності й етнічних груп, які мешкали у дописемний період, а саме племен трипільської культури, кімерійців, скіфів, сарматів, готів, аланів, антів, ранніх слов'ян тощо. Зокрема, починаючи з 1950-х років проблема слов'янського етногенезу розглядалася переважно з використанням археологічних джерел, які характеризують виключно матеріальну культуру і практично не містять інформації про етнічну належність носіїв тієї чи іншої археологічної культури. Тому й досі існує чимало спірних і нез'ясовних питань: чи можна вважати предками слов'ян племена бронзової доби, коли виникали великі етнокультурні утворення, де знаходилася прабатьківщина слов'ян і в якому напрямі відбувалося розселення протослов'ян тощо. Саме тому історична демографія є дуже важливою при вивченні історії, адже може містити єдині відомості для її вивчення.
З певними застереженнями всі дослідження з Д. і. можна розподілити на ті, що здійснюються в дисциплінарних межах історії для вирішення тих чи ін. завдань історичного пізнання, та на такі, що виконуються в дисциплінарних межах демографії з метою виявлення обумовленості сучасної демографічної ситуації особливостями демографічних процесів у минулому. Однак часом специфічні проблеми Д.і. потребують того, щоб історики вирішували їх у співпраці з демографами, а демографи – у кооперації з професійними істориками. Неналежним врахуванням міждисциплінарної суті проблем Д.і. пояснюються, напр., занадто великі розбіжності в оцінці істориками та демографами людських втрат України від голодомору 1932–1933 в УСРР та в роки Великої вітчизняної війни Радянського Союзу 1941–1945.
Нині в Д.і. все більше актуалізуються проблеми, розробка яких потребує залучення до вже традиційної кооперації істориків та демографів, а також фахівців ін. суміжних наук. дисциплін, перш за все етнографів, соціологів та економістів. Розширення та посилення кооперації фахівців різної наукових спеціалізації породжує необхідність координації їхніх зусиль, що неможливо без з'ясування ролі та функцій досліджень окремих властивостей, компонентів, сторін та фрагментів демоісторичної реальності в її осягненні як тотальності, цілісності.
У контексті усього сказаного сучасну Д.і. можна визначити як наук. галузь, що вивчає минулі демографічні ситуації за допомогою використання дослідницьких процедур, якими володіють фахівці з різних історичних та демографічних дисциплін. На сьогодні доцільно вважати, що реальним об'єктом Д.і. є розвиток людства. Адже лише людство як таке є справжнім суб'єктом людської (демографічної) історії, а розвиток людства є людським (демографічним) змістом історії.